# ミス週プレ
ミス週プレ（ミスしゅうプレ、Miss WPB）は、週刊プレイボーイが実施していたミス・コンテスト。2005年10月に、週刊プレイボーイが創刊40周年を迎えるにあたり第1回が開催され、5,029人の応募者のなかから4人の受賞者が選ばれた。
好評を受け2006年に第2回が行われたが、2007年以降は開催されていない。関連として2008年に「ビキニ・プリンセスを探せ!」が選考されている。2009年には制コレと統合して「グラビアJAPAN」となる。
「ビキニ・プリンセスを探せ!」については後述で紹介する。

## 受賞者

### 第1回（2005年）
- グランプリ 高部あい
- 準グランプリ 久保百恵（百瀬実咲）、西内裕美、莉奈

### 第2回（2006年）
- グランプリ 真知りさ
- 準グランプリ 南知里
- フォトジェニック賞 秦みずほ
- グッドキャラクター賞 福嶋千秋

## 「ビキニ・プリンセスを探せ!」
前述のとおり2008年に実施していた次世代のグラビアアイドルを発掘するオーディション企画。

### 第1回
- プリンセス：天野莉絵
- プリンセス候補生：工藤菜緒（現・茨木菜緒）、立花かんな、吉川まりあ、金原あすか、清水ゆうこ、西崎陽

### 第2回
- プリンセス：児玉菜々子
- プリンセス候補生：小西かいり、Aive、田中柚里佳[1]、有沢ゆい、木本優[2]

### 第3回
- プリンセス：稲垣慶子
- プリンセス候補生：岡本果奈美、川瀬莉子、柳川真菜、湯本美咲、船岡咲

### 第4回
- プリンセス：福園彩花
- プリンセス候補生：谷侑加子、佐倉レイナ、種田ちえり

### 第5回
- プリンセス：長谷川麻衣
- プリンセス候補生：木下このみ、松岡奈波、村上友梨

### 第6回
- プリンセス：森はるか
- プリンセス候補生：君島あすか、柚菜あや、安藤輝子

### 第7回
- プリンセス：福見真紀
- プリンセス候補生：多田あさみ、楢原ゆりか、春菜はな